# Toxidia peron
Toxidia peron, bướm nhảy tối đen lớn hay bướm nhảy cỏ tối đen là một loài bướm thuộc Họ Bướm nhảy. Chúng được tìm thấy ở lãnh thổ Thủ đô Úc, New South Wales, Queensland và Victoria.
Sải cánh dài khoảng 30 mm.
Ấu trùng ăn Stenotaphrum secundatum, Gahnia sieberiana, các loài Lomandra, Dianella caerulea va các loài Dianella khác.